# 1400 Smith Street
L’Enron Building, aussi appelé Four Allen Center est un gratte-ciel situé au 1400 Smith Street à Houston dans l'état du Texas aux États-Unis. L'immeuble s'élève à 210 mètres pour 50 étages et a été bâti en 1983.